# Aplosonyx ornatus
Aplosonyx ornatus (лат.) — вид жуков-листоедов рода Aplosonyx из подсемейства козявки (Galerucinae, Chrysomelidae). Распространен в Юго-Восточной Азии: Китай (Юньнань), Лаос, Мьянма. Мелкие жуки (длина тела около 5 мм). Этот вид можно отличить от других видов по чёрной переднеспинке и жёлтым надкрыльям с широкой черноватой полосой посередине, которая простирается вдоль шва и расширяется на основании. Голова, усики, переднеспинка, скутеллюм, вентральная поверхность тела чёрные или коричневые. Щитик треугольный, мелко покрыт точками. Голова маленькая, лобные бугорки отчётливые, усики тонкие, доходят до середины каждого надкрылья, в целом три базальных антенномера блестящие, антенномер 2 самый короткий, антенномер 3 длиннее антенномера 2, антенномер 4 самый длинный и длиннее антенномеров 2 и 3 вместе взятых. Пронотум шире головы, почти в 2 раза шире её длины.